# Cizic

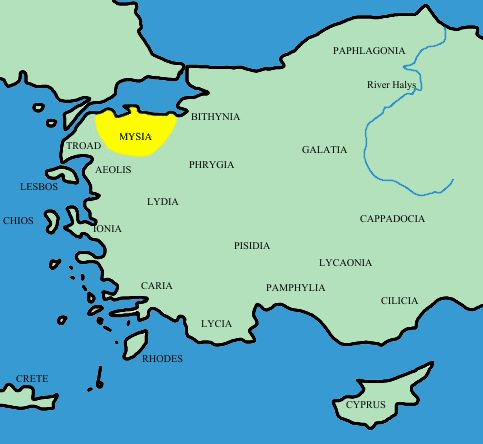
Localizarea Mysiei

Cizic or Kizikos (în greacă Κύζικος, iar transliterat Kýzikos) era un polis antic grec din Misia, pe Propontida (actuala Mare Marmara), situat în provincia turcă de astăzi Balıkesir.

## Mitologie
Cyzicul a fost fondat de grecii ionieni, din cetatea Miletului, în 756 î.Hr. Potrivit tradiției, totuși, cetatea ar fi fost fondată de Cizic, fiul lui Apollo, venit din Tesalia în compania Pelasgilor. Aceștia ar fi fost apoi alungați de etrusci, iar aceștia din urmă de către cetățenii Miletului.

## Istorie

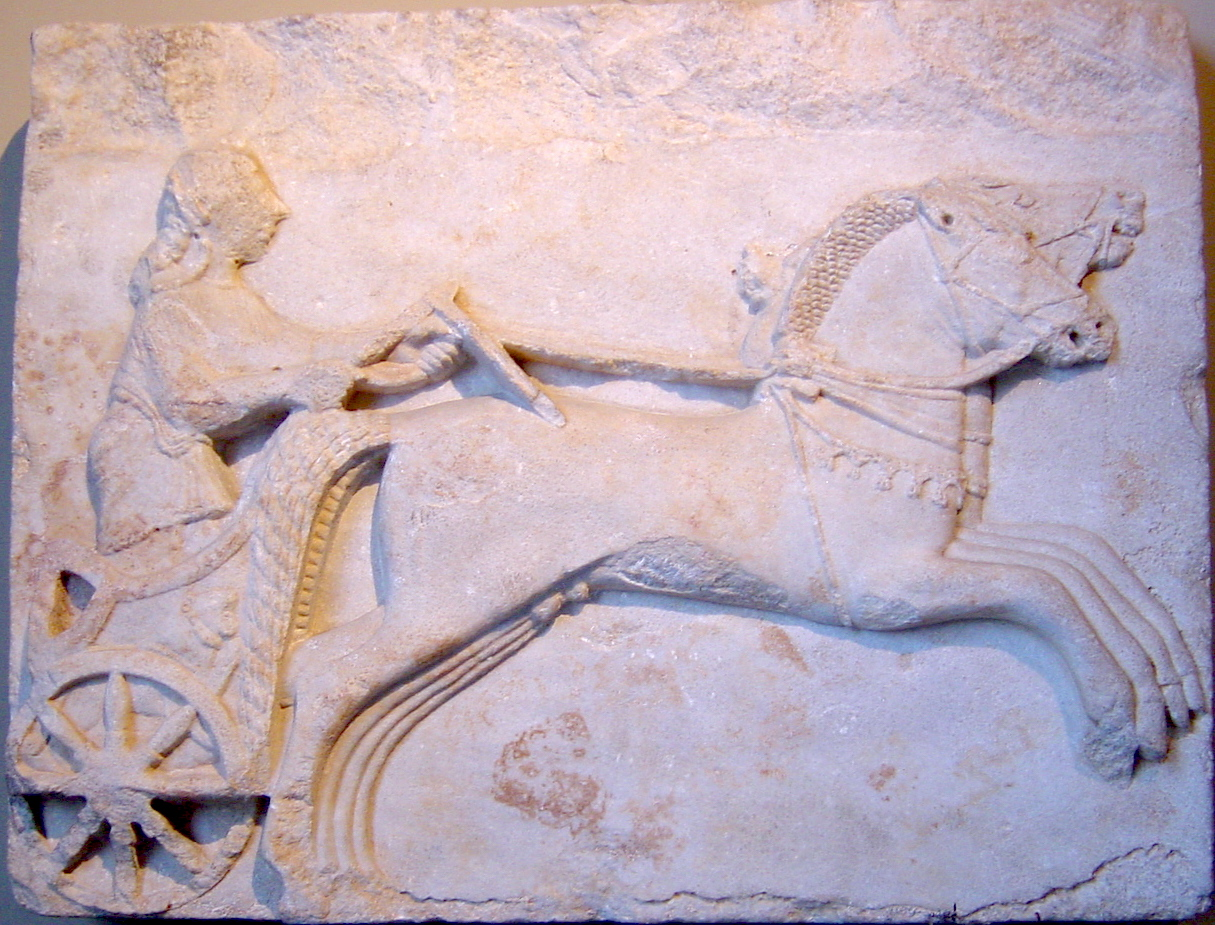
Aurigă greacă. Basorelief din marmură din Proconeso / insula Marmara, din ultimul sfert al secolului al VI-lea î.Hr., care arată o puternică influență hittită, găsit la Cyzic. Basorelieful este expus la Muzeul Arheologic din Istanbul.

Mult timp rival al Bizanțului, Cizicul a făcut parte din Liga de la Delos (478 î.Hr. - 477 î.Hr.). Alcibiade a obținut aici o victorie asupra flotei spartane  cu ajutorul lui Thrasibulos și al lui Theramene. A aparținut, apoi, regatului Pergamonului, înainte de a trece sub dominația romană.
În timpul împăratului Tiberius, Cizicul a intrat în componența Imperiului Roman, devenind capitala Misiei. Orașul a avut o înfloritoare dezvoltare. A devenit o putere maritimă importantă. Cetatea era celebră prin frumusețea și bogăția sa, aici funcționând un important atelier monetar roman.
În apropierea orașului, în 193, s-a dat prima bătălie de la Cizic, episod al conflictului între împăratul roman Septimius Severus și rivalul său, Pescennius Niger.
În pofida declinului care a urmat distrugerii parțiale a orașului în 543 de un seism,  care și-a văzut influența regională înlocuită de cea a Niceei, Cizic și-a păstrat un rol strategic prin apropierea sa de Constantinopol. În 670, pentru scurt timp, orașul a fost ocupat de arabi.
În 672, Imperiul Bizantin, combătându-i pe arabi, a avut o victorie navală (a doua bătălia de la Cizic) în apele în fața orașului.
Ocupată de arabii emirului Pardalas în 668, orașul le servește drept bază navală contra capitalei imperiale, până în 678. Poate pentru a remedia consecințele acestei ocupații, împăratul Iustinian al II-lea a instalat acolo, în 690-681, refugiați ciprioți. Orașul a fost deținut, pentrru scurtă vreme, de uzurpatorul Artabasde, în 743. 
Corespondența întreținută de patriarhul Constantinopolului Fotie, în 873 – 875, cu mitropolitul Amphilochio al orașului arată sărăcia bisericii locale, reflectare probabilă a unor dificultăți generale. 
Un nou seism, în 1063, a provocat pagube importante.
În 1305, aici s-a dat cea de-a treia bătălie de la Cizic, între otomani și mercenari aflați în solda Imperiului Bizantin.

## În prezent
În prezent, Cizicul este protejat de Ministerul Culturii din Turcia, și este legat rutier cu orașele Erdek și Panormos.